# Robert Wiering
Robert Wiering (1954) is eindredacteur en documentairemaker bij de VPRO. 
Na de studie aan de kunstacademie werd hij producer, scriptschrijver, concept- en formatontwikkelaar bij de televisie. In 1984 verschenen voor het eerst het door hem bedachte concept van Achterwerk in de kast. Wiering maakte daarna programma's als Goede daden bij daglicht (1996) en de achtdelige bekroonde serie Leven en dood van Quidam Quidam (1999). In 2010 was hij betrokken bij de 35 afleveringen van Beagle: In het kielzog van Darwin. Het seizoen daarna was Wiering eindredacteur en maker van het tiendelige  programma Nederland van boven dat vanuit de lucht een eerbetoon bracht aan de maakbaarheid van Nederland. 

## Erkenning
Samen met collega Wim Schepens won Wiering in 2008 De Tegel voor het interactieve tv-programma en website Landroof. Bij het crossmediale programma hoorde een website waar bezoekers omstreden bouwplannen konden aandragen. De bouwplannen werden vervolgens door twee presentatoren in het televisieprogramma onder de loep worden genomen. Wiering en Schepens kregen de prijs in de categorie 'Innovatieve Journalistiek'. Datzelfde jaar won het programma tevens de Prix Italia in de categorie 'Empowering Audiences'.

## Prijs
- De Tegel (2008)